# COMM2IG
COMM2IG A/S (tidligere Comm/2 (1998-2012) og 2ig (2004-2012) (tidligere Multicom (1999-2004)) er en dansk IT-leverandør. COMM2IG beskæftiger 106 medarbejdere fordelt på tre afdelinger i Kokkedal (hovedkvarter), Aarhus V og Nørresundby. I regnskabsåret for 18/19 omsatte COMM2IG for 1,01 milliard DKK..
Selskabet sælger produkter for Lenovo, Samsung, Microsoft, HPE, Sophos, Apple og Cisco.

## Historie
- 1998 - Comm/2 etableres
- 1999 - Multicom etableres
- 2004 - Multicom ændrer navn til 2ig
- 2012 - Comm/2 og 2ig fusionerer og bliver til COMM2IG
- 2015 - COMM2IG vinder Danmarks største tablet aftale [5]